# Zinsbindungsfrist
Zinsbindungsfrist wird im Bankwesen der Zeitraum genannt, für den der im Kreditvertrag vereinbarte Zinssatz fest vereinbart wird (Festzinsdarlehen), ohne dass sich aktuelle Marktzinsveränderungen auf den vereinbarten Zins auswirken. Der Begriff wird bei Krediten verwendet, deren Gesamtlaufzeit die Dauer der Zinsbindungsfrist übersteigt. Nach Ablauf der Zinsbindungsfrist ist eine neue Zinsvereinbarung zu treffen.

## Allgemeines
Die Vereinbarung von Zinsen, die während einer bestimmten Zinsperiode unverändert bleiben sollen, verfolgt den Zweck, dem Kreditnehmer eine sichere Kalkulationsgrundlage zu bieten und ihm das durch Marktschwankungen bedingte Zinsänderungsrisiko teilweise abzunehmen. Steigen nämlich während der Zinsbindungsfrist die vergleichbaren Marktzinsen, sind die von der Zinsbindung begünstigten Kredite hiervon nicht betroffen; andererseits jedoch kommt der Kreditnehmer nicht in den Genuss sinkender Marktzinsen, sondern er muss weiterhin den höheren Festzins zahlen.

## Arten
Das Kreditwesen kennt Zinsbindungsfristen sowohl im Kreditgeschäft mit Firmen als auch bei Verbraucherkrediten.

### Kredite an Firmen
Bei Krediten an Firmen beginnen Zinsbindungsfristen im Normalfall bei einem Monat. Üblich sind auch Laufzeiten von 3, 6 oder 12 Monaten. Dabei kann vereinbart werden, dass nach Ablauf dieser Zinsbindungsfristen dem Kreditnehmer die Option eingeräumt wird, den Kredit ganz oder teilweise zu tilgen oder eine neue Zinsbindungsfrist zu vereinbaren („rollover“). Bei derartigen Zinsbindungsvereinbarungen werden meist die internationalen Standards der LMA zugrunde gelegt, wonach nicht in Anspruch genommene Teile einer revolvierend nutzbaren Kreditlinie („rollover facility“) innerhalb des Verfügbarkeitszeitraums („availability period“) bis zum Fälligkeitsdatum („final maturity date“) der Kreditlinie in Anspruch genommen werden dürfen. Die bestehende Kreditvergabeverpflichtung endet dann nicht mit dem Datum einer periodischen Zinsanpassung, sondern mit dem Fälligkeitsdatum der übergeordneten Kreditzusage, innerhalb derer revolvierende Inanspruchnahmen möglich sind. 
Entsprechende Kreditverträge weisen deshalb eine längere Laufzeit auf als die innerhalb dieser Verträge zu vereinbarenden Zinsbindungsfristen. Kommt es nach Ablauf einer Zinsbindungsfrist zu einer neuen Zinsbindungsfrist, wird vertraglich eine periodische Zinsanpassung (meist alle 1, 3, 6 oder 12 Monate zu jeweils festgelegten Terminen) auf Basis eines genau definierten Referenzzinsatzes (z. B. EURIBOR, LIBOR) vereinbart. Der Kreditzins setzt sich dann aus zwei Komponenten, nämlich dem vereinbarten Referenzzins zuzüglich eines fest vereinbarten Aufschlags (Marge) zusammen.

### Verbraucherkredite
Auch hier können die Zinsbindungsfristen von unterschiedlicher Dauer sein. Üblich sind bei Immobilienfinanzierungen Laufzeiten von 5, 10 oder 15 Jahren. Je länger die Zinsbindung eines so genannten Hypothekendarlehens ist, desto höher ist in der Regel – bei normaler Zinsstruktur – der vereinbarte Zinssatz. Nach Ablauf der Zinsbindungsfrist muss über eine Anschlussfinanzierung verhandelt werden.
Während der Zinsbindungsfrist ist gemäß § 489 BGB eine Kreditkündigung durch den Kreditnehmer grundsätzlich ausgeschlossen. Nur bei einer über einen Zeitraum von zehn Jahren hinausgehenden Zinsbindungslaufzeit kann eine Kündigung bereits nach zehn Jahren mit einer sechsmonatigen Kündigungsfrist nach § 489 Abs. 1 Nr. 3 BGB erfolgen. Ist bei Verbraucherdarlehensverträgen das Darlehen nicht durch ein Grund- oder Schiffspfandrecht gesichert, so darf der Kreditnehmer nach Ablauf von sechs Monaten nach dem vollständigen Erhalt des Darlehens bei einer dreimonatigen Kündigungsfrist eine Kündigung trotz Zinsbindung nach § 489 Abs. 1 Nr. 2 BGB kündigen. 
Grundsätzlich sind Kreditinstitute nicht verpflichtet, grundpfandrechtlich besicherte Darlehen vor Ablauf der Zinsfestschreibungszeit zurückzunehmen. In begründeten Einzelfällen müssen Kreditinstitute einer vorzeitigen Rücknahme jedoch zustimmen. Bei Immobilienfinanzierungen sind Banken bei Verkauf der finanzierten Immobilie dazu verpflichtet, eine vorzeitige Rückzahlung des Darlehens durch den Kaufpreis – auch während der Zinsbindungsfrist – zu gestatten. Im zitierten Urteil will der BGH dem Immobilieneigentümer die „wirtschaftliche Handlungsfähigkeit“ erhalten, sodass private Gründe (etwa Ehescheidung, Krankheit, Arbeitslosigkeit, Überschuldung, Umzug) und auch die Wahrnehmung einer günstigen Verkaufsgelegenheit für eine Begründung genügen. Der Kreditnehmer hat grundsätzlich einen Anspruch auf vorzeitige Ablösung eines Realkredits, wenn diese für eine (beabsichtigte) Grundstücksveräußerung erforderlich ist. Besondere Ausführungen zur Erforderlichkeit der Ablösung sind jedenfalls im Normalfall nicht notwendig, da es allgemein üblich ist, dass in einem Immobilienkaufvertrag die Verschaffung lastenfreien Eigentums vereinbart wird. Dabei haben Kreditinstitute jedoch das Recht, eine Vorfälligkeitsentschädigung zu verlangen.